# 白人民族國家
白人民族国家是三K党、新納粹主義者、白人優越主義和白人民族主義者設想的一種國家，在白人民族國家內，只有白人才能定居或者獲得公民身份。 一些白人優越主義者希望在美國西北部（华盛顿州、俄勒冈州、爱达荷州和蒙大拿州）建立白人民族国家。 還有一些團體希望在美國南部、佛羅里達州以及歐扎克高地 建立白人民族国家。